# Puig de Galliner
El Puig de Galliner és una muntanya situada en el terme municipal d'Isona i Conca Dellà, dins de l'antic terme d'Orcau, al Pallars Jussà.
És a l'extrem de ponent de la vall de Montesquiu, molt a prop de la vall de la Noguera Pallaresa, a l'embassament de Sant Antoni. És un turó molt visible des de gairebé tota la Conca de Tremp i la Conca de Dalt.